# Destructoid
Destructoid także Dtoid – niezależny blog o grach komputerowych stworzony przez Yaniera Gonzaleza. Serwis był notowany w rankingu Alexa na miejscu 10,108 (19 sierpnia 2016).
Sześciokrotnie nominowany do Webby Awards, nominowany do Game Critics Awards i laureat Telly Trophy w 2013 roku. W ciągu ostatnich 10 lat Destructoid tworzyło ponad 330 piszących. Destructoid jest jednym z 30 podmiotów zasiadających w kapitule przyznawania nagród E3 i The Game Awards.
Maskotką Destructoida jest robot Mr. Destructoid, który pojawia się jako bohater w wielu grach, m.in. w Bomberman Ultra, Dino Run, Destiny's Child, Agent MOO, Raskulls, Super Meat Boy, Pirates vs. Ninjas Dodgeball, Bytejacker, The Blocks Cometh, Pinball FX, Burgertime, Arcade Jumper, BigHeadBash, Monstermind, Retro City Rampage, Black Light Retribution i Catlateral Damage.
Destructoid zaangażowany jest również w działalność charytatywną, zbierając fundusze dla takich organizacji jak Charity: Water, Habitat for Humanity i Child's Play.